# Château Clerc-Milon-Rothschild
Koordinaten: 45° 13′ 17,9″ N, 0° 45′ 56,2″ W

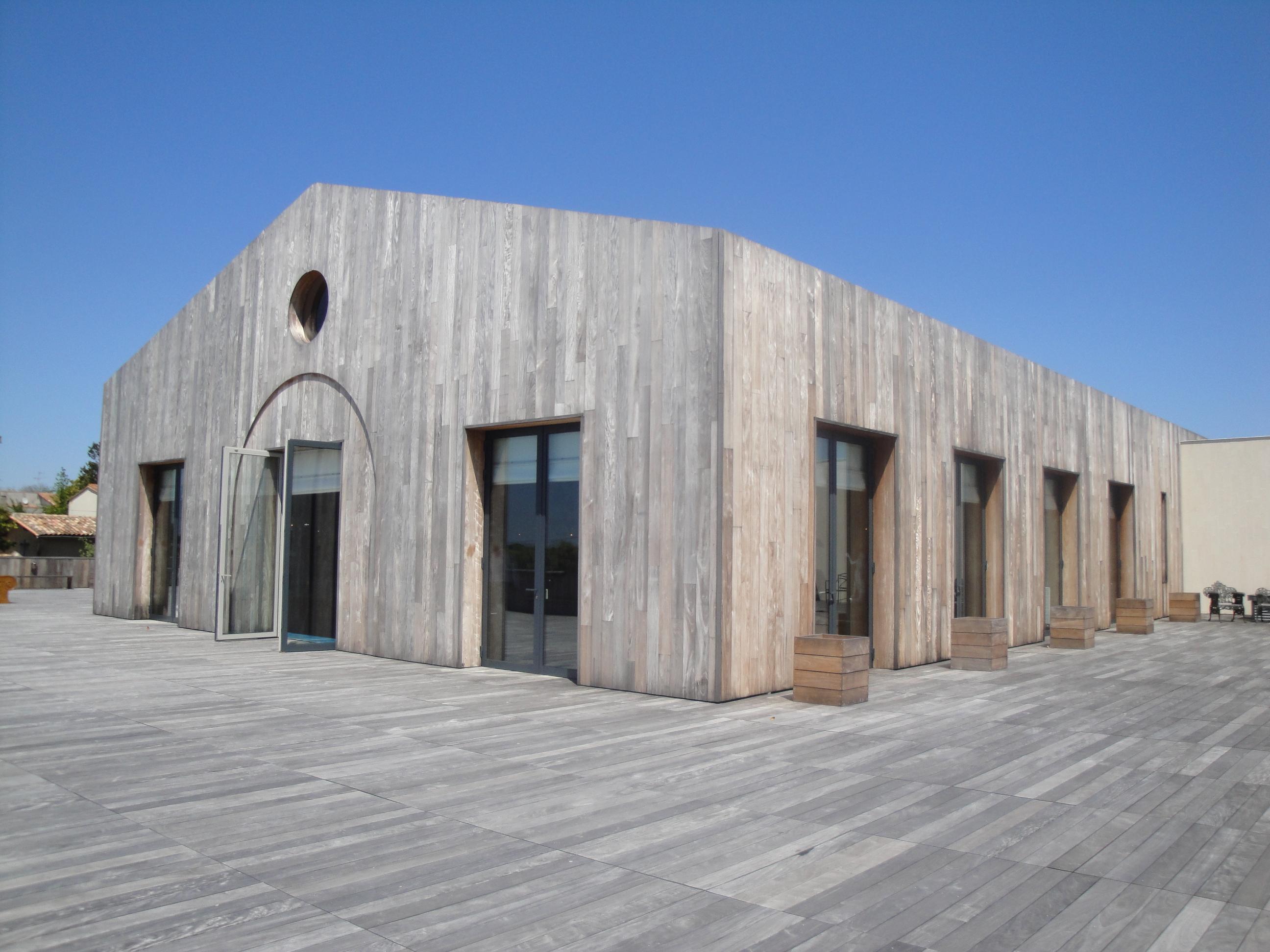
Terrasse des neuen Weinkellers von Château Clerc-Milon-Rothschild

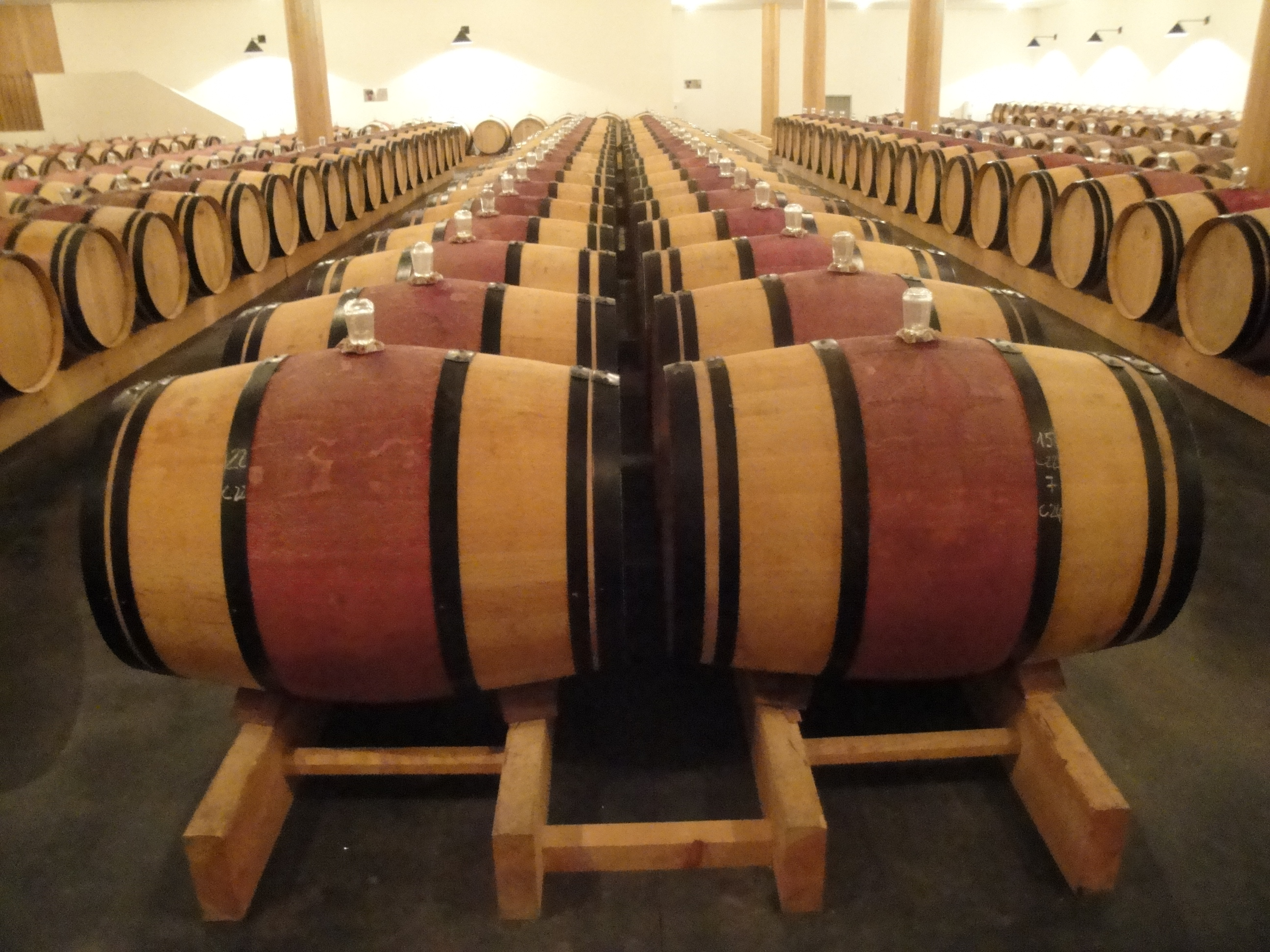
Fasskeller bei Château Clerc-Milon-Rothschild

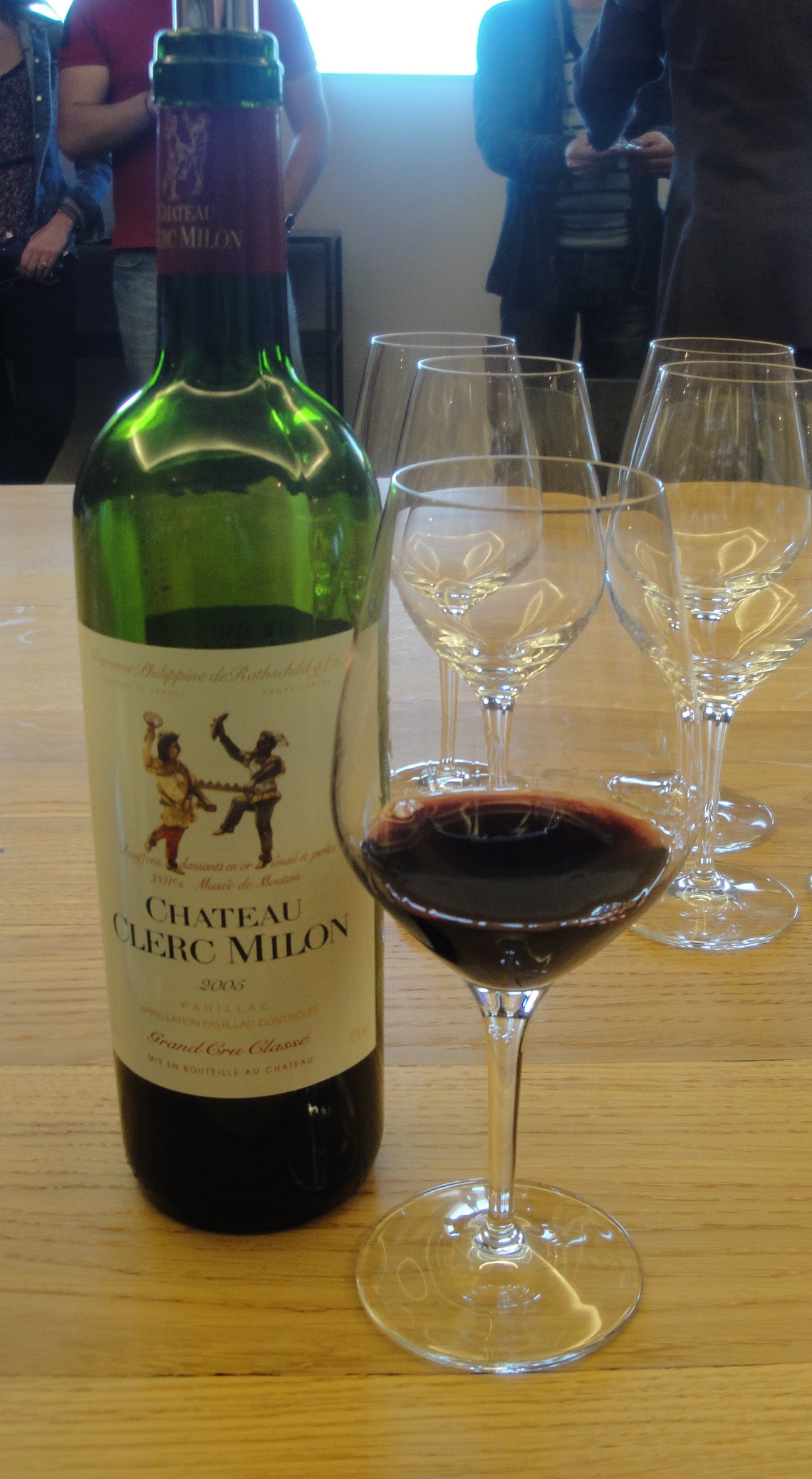
Château Clerc Milon 2005

Das Château Clerc-Milon-Rothschild ist ein Weingut von Bordeaux. Seit der Klassifikation von 1855 ist das Weingut als Cinquième Grand Cru Classé eingestuft (fünfte Stufe der Klassifikation).
Seit dem Tod des Barons Philippe de Rothschild im Jahr 1988 führt dessen Tochter, Philippine de Rothschild-Sereys, das Familienunternehmen. Das Tagesgeschäft obliegt der GFA (Groupement Foncier Agricole) Baronne Philippine de Rothschild. Die GFA ist Teil der Domaines Philippe de Rothschild, der auch das Premier-Cru-Gut Château Mouton-Rothschild sowie Château d’Armailhac gehört und die an internationalen Projekten wie Opus One beteiligt ist.

## Der Wein
Das Gut liegt in Pauillac, es ist mit ca. 43 Hektar von mittlerer Größe. 46 % der Fläche ist mit der Rebsorte Cabernet Sauvignon, 39 % mit Merlot, 12 % mit Cabernet Franc, 2 % mit Petit Verdot und 1 % mit Carménère bestockt. Das Durchschnittsalter der Rebstöcke beträgt ca. 40 Jahre und die Pflanzdichte liegt bei fast 8.500 Stöcke je Hektar. Das Gut erzeugt in mittleren Jahren ca. 170.000 Flaschen Wein. Hervorzuheben sind alle jüngeren Jahrgänge ab 1995, die mit mehr als 86 PP sämtlich im sehr guten bis hervorragenden Bereich liegen.
Wenn auch erst mit dem Jahrgang 1996 (PP90, 2017–2035) höchste Qualität und hohes Lagerungspotential erreicht wurde, gehört Clerc Milon laut René Gabriel schon seit 1986 zur Pauillac-Elite. Insbesondere die Jahrgänge 86, 88, und 89 wurden mit 89 bzw. 90 PP bewertet.
Die alkoholische Gärung läuft während 15 bis 22 Tagen in temperaturgeregelten Edelstahltanks ab. Danach wird der Rotwein in Barriques umgefüllt, wo er 16 bis 18 Monate verbleibt. 30 Prozent der Barriques werden jährlich erneuert.

## Lage
Das Gut liegt in Pauillac im Norden, in direkter Nachbarschaft der Weinberge von Château Mouton-Rothschild und Château Lafite-Rothschild.
Die Rebflächen liegen auf einer Kuppe. Die mächtige Kiesauflage dieser Kuppe ruht auf einem Kalksteinsockel. Dieser Deckenschotter stammt aus Ablagerungen der nahegelegenen Gironde, die zu Ende der Günz-Kaltzeit über die Garonne aus den Pyrenäen fluvoglazial angeschwemmt wurden.
Auf diesem Boden gedeiht die Rebsorte Cabernet Sauvignon vorzüglich. Neben der Tatsache, dass es sich um einen ausgesprochen kargen Boden handelt und die Erträge somit auf natürliche Weise reduziert sind, trägt der durch den Kies begünstigte Wärmehaushalt der Rebfläche zu einer früheren Reife der Rebsorte bei. Durch die mächtige Kiesauflage ist die Rebpflanze gezwungen, die Wurzeln sehr tief in den Boden zu treiben; das Angebot der Nährstoffe ist dabei vielfältiger und beeinflusst in geringem Maße die Aromenvielfalt des Weins.

## Geschichte
Der Name des Guts verweist zum einen auf den nahegelegenen Weiler Milon (ähnliches gilt für das Gut Château Duhart-Milon-Rothschild) sowie auf den ersten bekannten Eigentümer, Jean-Baptiste Clerc. Clerc war nachweislich der Eigentümer, als das Gut anlässlich der Weltausstellung im Jahr 1855 im Rang eines 5. Gewächses bestätigt wurde. Noch kurz vor seinem Tod im Jahr 1863 verkaufte er einen Teil des Guts, das in den Besitz des Notars Jacques Mondon gelangte. Mondon gelang es, das Recht des Namens des Guts einzufordern, und ließ den Namen auf Clerc-Milon-Mondon umändern.
Als Jacques Mondon 1897 starb, verwaltete seine Witwe Angèle den Besitz noch bis in das Jahr 1940. Über ihre Tochter Germaine (verheiratete Vialard) kam das Gut schließlich an Germaines Töchter Marie und Antoinette. Nach Mondons Tod wurde das Gut von einer Reihe schwerer Krisen heimgesucht. Neben der Reblauskatastrophe sowie dem erstmaligen Auftreten des Mehltaus zehrten die beiden Weltkriege sowie die Weltwirtschaftskrise an der Substanz des Gutes.
Marie Vialard und Antoinettes Mann Louis Hedon erbten somit ein heruntergewirtschaftetes Weingut, das sie im Jahr 1970 für eine Million Francs an Philippe de Rothschild, den Eigentümer von Mouton, verkauften. Zwischen 1947 und 1969 wurden die Weine exklusiv über das Handelshaus Dourthe verkauft.